# Ron DeSantis
Ron DeSantis (n. 14 septembrie 1978, Florida, SUA) este un politician american, reprezentant al Partidului Republican. Din anul 2018 este guvernator al statului federal Florida. Membru al Partidului Republican, el a reprezentat al șaselea district al Congresului din Florida în Camera Reprezentanților din Statele Unite ale Americii din 2013 până în 2018. DeSantis a fost candidat în alegerile primare ale Partidului Republican pentru alegerile prezidențiale din Statele Unite ale Americii din 2024.
Născut în Jacksonville, DeSantis și-a petrecut cea mai mare parte a copilăriei în Dunedin, Florida. A absolvit Colegiul Yale și Facultatea de Drept de la Harvard. DeSantis s-a alăturat Marinei Statelor Unite ale Americii în 2004 și a fost promovat locotenent înainte de a servi în calitate de consilier juridic la SEAL Team One. El a fost staționat la Forța de Lucru comună Guantanamo în 2006 și a fost trimis în Irak în 2007. Când s-a întors în Statele Unite opt luni mai târziu, procurorul general al SUA l-a numit pe DeSantis să servească drept Asistent Special al procurorului Statelor Unite la Biroul Procurorului Statelor Unite din districtul de mijloc din Florida, post pe care l-a deținut până la eliberarea onorabilă din serviciul militar activ în 2010.
DeSantis a fost ales pentru prima dată în Congres în 2012 și a fost reales în 2014 și 2016. În timpul mandatului său, a devenit membru fondator al Freedom Caucus   și a fost un aliat al președintelui Donald Trump. A candidat pentru scurt timp pentru Senatul Statelor Unite ale Americii în 2016, dar s-a retras când senatorul de atunci Marco Rubio a urmărit obținerea unui nou mandat. DeSantis a câștigat nominalizarea republicană la alegerile pentru postul de guvernator din 2018 și l-a învins la limită cu doar 0,4% în plus la alegerile generale pe candidatul democrat, primarul din Tallahassee, Andrew Gillum.
În timpul pandemiei de COVID-19, Florida a avut o creștere economică peste medie.  DeSantis a redus cheltuielile guvernamentale,  ceea ce, combinat cu plățile federale de stimulare a consumului și cu veniturile din impozitele pe tranzacțiile mari, au condus la cel mai mare excedent bugetar din istoria Floridei. El s-a implicat în eforturile de recuperare după uraganele Ian   și Nicole și a supravegheat adoptarea controversatei Legi privind drepturile părinților în educație. El a avut o victorie categorică la alegerile de guvernator al Floridei din 2022; marja sa de victorie de 19,4% peste rezultatul lui Charlie Crist a fost cea mai mare din ultimii 40 de ani din Florida.
După realegerea cu succes ca guvernator, DeSantis a anunțat, pe 24 mai 2023, candidatura sa pentru funcția de președinte al Statelor Unite și continuă să dețină funcția de guvernator în timpul campaniei sale. El a scris două cărți: Dreams From Our Founding Fathers, care a fost publicat înainte de prima sa campanie pentru Congres în 2011, iar The Courage to Be Free a fost publicat în 2023, înainte de campania lui prezidențială.